# Насименту, Джефферсон
Джефферсон Морейра Насименту (порт.-браз. Jefferson Moreira Nascimento; род. 5 июля 1988 года в Кампу-Формозу, Бразилия) — бразильский футболист, защитник клуба «Спортинг».

## Клубная карьера
Джефферсон начал карьеру на родине, где без особого успеха выступал за «Сан-Каэтано», «Гуаратингета», «Палмейрас» и «Гремио Баруэри». Летом 2010 года он перешёл в португальский «Эшторил-Прая». 29 августа в матче против «Морейренсе» Джефферсон дебютировал в Сангриш лиге. 2 октября в поединке против «Пенафиэла» он забил свой первый гол за новую команду. По окончании сезона Джефферсон вернулся в Бразилию, где принял вторую попытку закрепиться, но несмотря на все усилия ни «Флуминенсе», ни в «Наутико Ресифи», ни в «Санта-Крус Ресифи» он не стал основным футболистом.
В 2012 году Джефферсон вернулся в «Эшторил», где отыграл сезон. Летом 2013 года он подписал контракт с лиссабонским «Спортингом». 18 августа в матче против «Ароки» Джефферсон дебютировал за львов. 1 марта 2014 года в поединке против «Браги» он забил свой первый гол за «Спортинг», реализовав пенальти. В дебютном сезоне Джефферсон стал серебряным призёром чемпионата. 5 ноября в матче Лиги чемпионов против немецкого «Шальке 04» он забил гол. В 2015 году Джефферсон завоевал Кубок Португалии вместе со «Спортингом».

## Достижения
«Спортинг»
- Обладатель Кубка Португалии: 2014/15, 2018/19
- Обладатель Суперкубка Португалии: 2015